# Samir Geagea
Samir Farid Geagea (en árabe: سمير فريد جعجع‎, escrito a veces como Samir Ja'ja'; 25 de octubre de 1952) es un político libanés y actual presidente del partido Fuerzas Libanesas, al que lidera desde 1986, incluyendo el mando de su antigua milicia, hoy disuelta.
Geagea se unió a las Falanges Libanesas (Kataeb) a temprana edad en 1969. Tras la formación del Frente Libanés, lideró el frente norte de las posteriormente unificadas Fuerzas Libanesas entre 1979 y 1984. Se destacó por sus habilidades en la región de Koura y la Batalla de Knat. Además, fue uno de los comandantes de las Fuerzas Libanesas durante la "Guerra de la Montaña" en el Chouf contra el Partido Socialista Progresista. En Bhamdoun, Geagea debía resistir 24 horas, pero logró mantener sus posiciones por tres días con apenas 300 combatientes mal armados que enfrentaban a más de 7,000 drusos, palestinos y sirios, viéndose finalmente obligado a retroceder debido a la demora del ejército libanés.
En marzo de 1985, tras el deterioro de la situación política cristiana después del asesinato del jefe falangista y presidente electo Bashir Gemayel, lideró, junto a Elie Hobeika y Karim Pakradouni, un levantamiento que llevó a controlar las cosas sin derramar sangre. El 15 de enero de 1986, Geagea encabezó un movimiento contra el Acuerdo Tripartito, considerado favorable a Siria, país que en ese entonces ocupaba al Líbano, logrando derrocar a Elie Hobeika del liderazgo de las FL (véase: Golpe de las Fuerzas Libanesas de 1986).
En 1988, Amine Gemayel, hermano del fallecido Bashir y su sucesor en la presidencia, nombró al general Michel Aoun como comandante en jefe de las fuerzas armadas. En 1989, Aoun declaró ilegítima la elección de René Moawad como presidente y lanzó una llamada 'Guerra de Liberación' contra el ejército sirio, la cual fue apoyada por Geagea. Sin embargo, el 31 de enero de 1990, Aoun atacó a las Fuerzas Libanesas, desatando la 'Guerra de Eliminación', que culminó con una victoria de las fuerzas de Geagea y el exilio de Aoun a Francia. Bajo el liderazgo de Geagea, las FL firmaron el Acuerdo de Taif y depusieron las armas al término de la Guerra civil libanesa. Siguiendo el acuerdo, disolvió inmediatamente al aparato militar de las FL. Pero ya que Beirut estaba bajo control sirio, estos se negaron a retirarse como se acordó.
El 24 de enero de 1990, Geagea fue nombrado ministro en el primer gabinete de posguerra encabezado por Omar Karami, pero rechazó el cargo debido a la influencia siria en asuntos libaneses. El 16 de mayo de 1992 se le ofreció nuevamente un puesto en el gabiente de Rashid Solh, al que también se negó por la misma razón. En 1994, por su oposición contra la ocupación siria del Líbano, Geagea fue arrestado y acusado por supuestamente ordenar un atentado contra la iglesia de Saydet el Najat, asesinatos políticos como el de Dany Chamoun y Rashid Karami, un intento de asesinato contra el ministro de defensa Michel Murr, crímenes de guerra y su negativa a unirse a un gobierno prosirio, mientras que las Fuerzas Libanesas, ahora partido político, fueron disueltas y prohibidas. Durante un extenuante y largo proceso judicial (para el cual no había suficiente evidencia ni testigos), Geagea negó todos los cargos, pero fue encontrado culpable y sentenciado a cuatro penas de muerte consecutivas, aunque cada una fue conmutada a cadena perpetua.
Pasó once años en confinamiento solitario en una celda ubicada bajo el Ministerio de Defensa en Yarze. Tras la Revolución de los Cedros en 2005 y la posterior retirada de las fuerzas sirias del Líbano, el 18 de julio de dicho año el recientemente electo Parlamento Libanés votó para concederle una amnistía.

## Primeros años
Geagea nació en Ain el Remmaneh, un suburbio de Beirut, en 1952, en el seno de una familia de tres hijos de religión maronita, de clase media, que eran nativos de la ciudad de Bcharre, en el norte del Líbano. Su padre, Farid Geagea, fue un suboficial en el ejército libanés. Uno de sus hermanos, Joseph Geagea, es un matemático que vive en Maryland. Samir asistió a la escuela primaria "École Bénilde" e hizo la secundaria en el Liceo de Furn el Chebbak, que era una escuela privada gratuita. Gracias a la ayuda de una beca de la asociación "Khalil Gibran", estudió medicina durante unos años en la Universidad Americana de Beirut (AUB) y en la Universidad de Saint Joseph. Tras el estallido de la guerra civil en 1975, Geagea interrumpió sus estudios, por lo tanto, no pudo practicar como médico. En 1978, se retiró completamente de sus estudios después de ser herido gravemente en la Batalla de Ehden. Fue un miembro activo del Partido Falangista. Está casado con Sethrida Geagea desde 1991.

## La guerra civil (1975 - 1990)
Geagea subió de rango progresivamente en las filas de las Falanges y gracias a las operaciones dirigidas por él junto a otros, a petición de Bachir Gemayel, entonces comandante de la milicia falangista, las Fuerzas Reguladoras Kataeb. Samir Geagea participó en la Batalla de Qnat, lo que le otorgó reconocimiento al repeler una brigada siria. En junio de 1978, tras el asesinato del líder del partido falangista en el norte del Líbano Joud El Bayeh durante la lucha por el poder en el seno de las milicias cristianas con el expresidente Suleiman Frangieh, Bachir Gemayel ordenó a Geagea y Elie Hobeika co-dirigir una unidad para la captura de los sospechosos que se habían escondido en la mansión de Frangieh en Ehden. [5] [6] El convoy fue emboscado en la ruta y Geagea resultó herido; fue admitido al Hospital Hotel Dieu de France de Achrafieh, donde, irónicamente, él estaba haciendo su internado. Su mano derecha estaba parcialmente paralizada, lo que lo forzó a suspender totalmente su educación, mientras que la operación militar resultó en el asesinato de Tony Frangieh y su familia. Geagea fue trasladado más tarde a un hospital en Francia.
Geagea fue nombrado jefe de las milicias del frente norte de las Fuerzas Libanesas en la década de 1980, donde comandó unos 1.500 milicianos, que en su mayoría eran oriundos de la ciudad de Bcharre y de la región del norte de Líbano. Geagea guió a sus hombres en batallas contra el ejército sirio en Koura y Qnat. En 1982-1983, Geagea se enfrentó contra las fuerzas del Partido Socialista Progresista lideradas por Walid Jumblatt, contra milicias palestinas y fuerzas del ejército sirio en escaramuzas por el control de las montañas del Chouf en el centro de Líbano.

### Jefatura de las FL como milicia
El 12 de marzo de 1985, Elie Hobeika, Karim Pakradouni y Geagea orquestaron un golpe interno para poner fin a la dirección de Fouad Abou Nader en las Fuerzas Libanesas. Abou Nader era considerado demasiado cerca de su tío, el presidente Amin Gemayel, cuyas políticas no fueron aceptadas por la mayoría de los líderes de las FL. El 15 de enero de 1986, Geagea se convirtió en jefe de las Fuerzas Libanesas después de derrocar a Hobeika, quien fue acusado de traición por un amplio sector cristiano libanés al haber accedido a un acuerdo con Siria (el acuerdo tripartito). Durante el año siguiente, Geagea reconstruyó meticulosamente a las FL, transformándelas en un ejército organizado, bien entrenado y equipado; una de las fuerzas más avanzadas de la historia en suelo libanés. Él y las FL establecieron programas de seguridad social y servicios públicos para llenar el vacío creado por la Administración del estado, derruido por el conflicto. También comienza a extraer los impuestos de la región cristiana, ofreció cirugías gratuitas y hermanó ciudades en Europa y América, y trató de abrir un aeropuerto en la región de Halat, Biblos, debido a que el aeropuerto internacional de Beirut (situado en el suburbio oeste de Beirut) estaba bajo el control de las fuerzas sirias, lo que hizo el acceso de los cristianos casi imposible. El área controlada por las Fuerzas Libanesas era prácticamente un estado profundo, apodado "Maronistán", con instituciones jerarquizadas, servicios, impuestos, y una fuerza de defensa.

### Guerra de Eliminación
En 1989, el general Michel Aoun intentó, fallidamente, expulsar a Siria del Líbano, en lo que se conoció como "Guerra de Liberación". En medio de esta campaña, intenta acabar con la milicia de las Fuerzas Libanesas, también fallando en elintento.
El 13 de octubre de 1990, Siria expulsó a Aoun del palacio presidencial de Baabda, lo que técnicamente termina la guerra civil. Con Aoun fuera, Geagea era ahora el principal líder del bando cristiano. A Geagea se le ofrecieron posteriormente puestos ministeriales en un nuevo gobierno, pero se negó, ya que creía que había una fuerte influencia siria.

## Posguerra
Además de ser el líder de las FL, Geagea conservó su asiento en el Buró Político del Kataeb. En 1992, se postuló para las elecciones presidenciales del partido Falangista, pero perdió ante George Saadeh, con quien creció la tensión. Ese mismo año, Saadeh despidió a Geagea y a todos los miembros de lo que se conocía como el "Comité de Rescate" del partido. El comité fue formado por varios miembros de los líderes del Buró Político y distritos leales a las Fuerzas Libanesas y Geagea.

### Arresto y juicio
La presión por parte de Siria sobre Geagea aumentó, intentando que aceptara la presencia siria o se enfrenta a cargos. Antes de su detención, fue contactado por varios políticos simpatizantes que le advirtieron sobre posibles situaciones futuras y ofrecieron una salida segura del Líbano. Geagea se negó a salir. [9] Los sirios se aprovecharon de las vulnerabilidades de la ley de amnistía promulgada por el entonces presidente Elias Hrawi por todos los crímenes y las atrocidades cometidas antes de 1990; Esta ley también indica que todo delito cometido después de esa fecha se anulará el efecto de la amnistía. El 26 de enero de 1994, Geagea viaja a Siria para expresar sus condolencias por la muerte de Basel al-Assad, hijo del dictador sirio Hafez al-Assad en un accidente. El 27 de febrero, una bomba estalló en la Iglesia de Saydet el Najat (Nuestra Señora de la Liberación) en la localidad de Zouk Mikael, matando a nueve fieles e hiriendo a muchos. No se sabe quién perpetró los atentados, que se atribuyeron finalmente a algunos grupos, pero fue acusado sólo para reducir el efecto de la ley de amnistía de la que se benefició, al igual que todos los líderes políticos y las milicias de las comunidades y regiones. El 23 de marzo de 1994, el gobierno libanés ordenó la disolución de la organización de las Fuerzas Libanesas y el diputado de Geagea, Fouad Malek, fue detenido [11]. Geagea fue arrestado el 21 de abril de 1994, acusado de ordenar el atentado contra la iglesia, de tratar de socavar la autoridad del gobierno por "mantener una milicia bajo el disfraz de un partido político", de promover actos de violencia, y de cometer asesinatos durante la guerra civil libanesa. Se le acusó de los asesinatos del ex primer ministro Rashid Karami, el líder del Partido Nacional Liberal Dany Chamoun y su familia, y el exmiembro de las FL Elias Zayek. También fue acusado de intentar matar a ministro Michel Murr. Fue absuelto en el caso de la iglesia, pero recibió sentencias a muerte en los otros casos, conmutadas a cadena perpetua, a pesar de la falta de evidencia y testigos. Amnistía Internacional criticó el juicio de Samir Geagea y convicción, alegando que era por motivos políticos e injusto.

### Encarcelamiento
Geagea fue encarcelado durante 11 años en una pequeña celda de aislamiento sin ventanas en el tercer sótano del Ministerio libanés de Defensa en Yarze. [14] Su estado de salud estaba en peligro y perdió peso de manera espectacular debido a la condición insalubre de la celda por su mala ventilación.[15] Él fue privado de acceso a los medios de comunicación y el mundo exterior y sólo se le permitió ver a su esposa y parientes cercanos. Todas las conversaciones de Geagea se controlaron y se le prohibió hablar de política con nadie [16].
Durante la duración de su encarcelamiento, Geagea sostuvo que meditó y revisado sus acciones durante la guerra para determinar si lo que hizo fue correcto. Se había ocupado en la literatura la lectura, la filosofía hindú, la teología cristiana y la mística es decir, las obras del sacerdote jesuita Teilhard de Chardin. [5] [16]Los líderes de la Revolución del Cedro consideran los juicios y las sentencias a Geagea injustas, basadas en motivos políticos y orquestadas por el régimen vasallo que gobernó el Líbano durante la ocupación siria para derrocar a Geagea de la escena política y desmantelar las Fuerzas Libanesas. [17] Cuando los partidarios de la Revolución del Cedro obtuvieron la mayoría en las elecciones parlamentarias de 2005, presionaron a favor de una ley de amnistía para liberar a Geagea. [17]
El Parlamento libanés aprobó una ley de amnistía el 18 de julio de 2005 sin Samir Geagea. Que fue firmado posteriormente por el presidente Émile Lahoud [3]. Geagea fue liberado de prisión el 26 de julio de 2005 y abandonó el Líbano para la atención médica [18]. Regresó al Líbano el 25 de octubre (día de su cumpleaños), y vivió en la región de los Cedros en el norte de Líbano hasta el 11 de diciembre de 2006, después de lo cual se trasladó a un hotel en Bzoummar en Keserwan. El 30 de junio de 2007, se trasladó a una nueva residencia en "Me'arab", Keserwan.
En la escena política libanesa, Geagea y el LF se considera que el principal componente cristiano de la Alianza 14 de marzo [19].
En septiembre de 2008, Geagea pronuncia ante miles de partidarios de los rallies en Jounieh una disculpa histórica [16]:
"Estoy totalmente dispuesto a pedir disculpas por los errores que hemos cometido cuando estabamos llevando a cabo nuestros deberes nacionales durante los últimos años de la guerra civil, ... le pido a Dios que perdone, y por lo tanto le pido al pueblo que nos perdone por el pasado." [20 ]
A nivel internacional, Geagea está tratando renovar sus relaciones con los países influyentes como Estados Unidos y Francia. El 19 de marzo de 2007, se reunió con el presidente francés Jacques Chirac en el Palacio del Elíseo. [21] En marzo de 2008, mantuvo conversaciones en los EE.UU. con los funcionarios de la Casa Blanca, entre ellos la secretaria de Estado norteamericana, Condoleezza Rice, NSA, Stephen Hadley, y el presidente de la Subcomisión de Asuntos Exteriores sobre el Oriente Medio y Asia del Sur Gary Ackerman [22].